# دیوید سانتایبان
دیوید سانتایبان (انگلیسی: David Santisteban؛ زادهٔ ۲۶ ژوئن ۲۰۰۱) بازیکن فوتبال اهل اسپانیا است.